# فلسطين في بطولة العالم لألعاب القوى 2017
شاركت فلسطين في بطولة العالم لألعاب القوى 2017، وهي النسخة السادسة عشر من بطولة العالم لألعاب القوى، والتي أقيمت في مدينة لندن عاصمة المملكة المتحدة خلال الفترة من 4 أغسطس (آب) 2017 وحتى 13 أغسطس (آب) 2017 بمشاركة 2038 رياضي يمثلون 205 دولة، ويتنافسون في 48 فعالية.

## اللاعبون المُشاركون

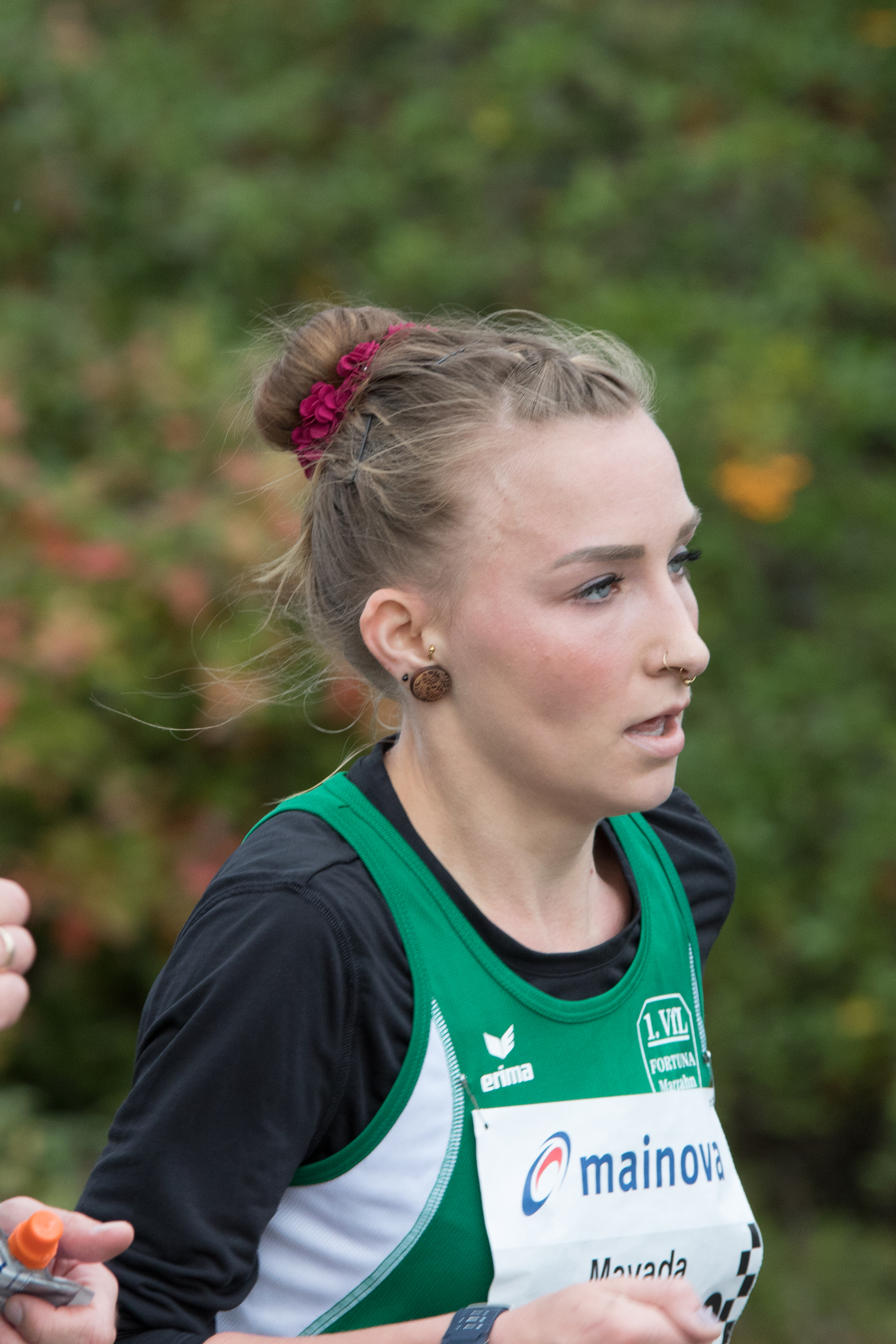
شاركت اللاعبة الفلسطينية ميادة الصياد في سباق الماراثون ضمن منافسات العدو للمضمار ببطولة العالم لألعاب القوى 2017

شاركت فلسطين في منافسات النسخة السادسة عشر من بطولة العالم لألعاب القوى عام 2017 ببعثة رياضية تكونت من لاعب واحد ولاعبة واحدة فقط.

## النتائج
لم يتوج أي من اللاعبين الفلسطينيين المُشاركين في فلسطين في بطولة العالم لألعاب القوى عام 2017 بأية ميداليات. وجاءت نتائج اللاعبين الفلسطينيين المشاركين في هذه النسخة من البطولة على النحو التالي:

### الرجال
سباقات المضمار
| رياضي       | الفعالية     | الدور التمهيدي | الدور التمهيدي | الدور قبل النهائي | الدور قبل النهائي | نهائي    | نهائي    |
| رياضي       | الفعالية     | نتيجة          | مرتبة          | نتيجة             | مرتبة             | نتيجة    | مرتبة    |
| وسام المصري | سباق 800 متر | لم يتأهل       | –              | لم يتأهل          | لم يتأهل          | لم يتأهل | لم يتأهل |

### السيدات
سباقات المضمار
| رياضي        | الفعالية       | الدور التمهيدي | الدور التمهيدي | الدور قبل النهائي | الدور قبل النهائي | نهائي   | نهائي |
| رياضي        | الفعالية       | نتيجة          | مرتبة          | نتيجة             | مرتبة             | نتيجة   | مرتبة |
| ميادة الصياد | سباق الماراثون | -              | -              | -                 | -                 | 2:54:58 | 68    |